# Dadamaino
Eduarda Emilia Maino, connue sous le pseudonyme Dadamaino (née le 2 octobre 1930 à Milan et morte le 13 avril 2004  dans la même ville) est une artiste italienne, figure de l'avant-garde milanaise des années 1960.

## Biographie
Dadamaino commence sa carrière d’artiste à la fin des années en 1950 après avoir achevé des études en pharmacie. Elle se rapproche des jeunes artistes qui suivent Lucio Fontana et le Spatialisme. Ces derniers représentent l'avant-garde artistique de l'après-guerre à Milan, et se retrouvent au Bar Jamaica. Le groupe inclut notamment Piero Manzoni, Gianni Colombo, Enrico Castellani et Agostino Bonalumi.
En 1957, Dadamaino adhère au projet Azimuth fondé par Piero Manzoni et au Groupe ZERO de Heinz Mack, Otto Piene et Gunter Uecker.
Dans la lignée de Lucio Fontana, elle présente sa série de toiles monochromes percées, Volumi, lors de sa première exposition personnelle en 1958 à la Galleria dei Bossi à Milan. De cette période le Museo Cantonale d'Arte de Lugano conserve trois de ses œuvres. Dadamaino cite elle-même Lucio Fontana, aux côtés de Yves Klein comme influences majeures,.
Tout en participant à plusieurs courants tels que le spatialisme de Lucio Fontana ou le Groupe ZERO en Allemagne, elle continuera tout au long de sa carrière à poursuivre sa propre recherche plastique. Celle-ci peut-être scandée en différentes phases, rassemblant plusieurs séries d'œuvres : celle du Spatialisme des Volumi (1958-1960) et Volumi à moduli sfasati (1960-1961), celle du lumino-cinétisme rassemblant les œuvres des séries des rilievi (1961), oggetti ottico-dinamici (1961-1965), la ricerca del colore (1966-1969) et les cromorilievi (1970-1975), et enfin, selon Bernard Blistène, « une suite de cycles magiques aux titres hautement signifiant » : l’inconscio razionale (1975-1977), l’Alfabeto della mente (1979), I fatti della vita (1978-1982), les costellazioni (1983-1987), les Movimenti delle cose (1987-1996), Sein und zeit (1996-2003).
Dadamaino, au travers de son art, veut créer un nouveau langage artistique et poursuit inlassablement ses recherches artistiques en se libérant des courants artistiques qui l'entourent.

## Expositions
Dadamaino présente I fatti della Vita (1980) et II movimento delle cose (1990) à la Biennale de Venise où elle est invitée à deux reprises pour une exposition personnelle.
- 1983 : Rétrospective, Padiglione d’Arte Contemporanea, Milan, Italie
- 2000 : Rétrospective, Bochum museum, Bochum, Allemagne
- 2013 : Dadamaino, Le Consortium, Dijon, France
- 2013 : Dadamaino, Tornabuoni Art, Paris, France

## Art Market
Les œuvres de Dadamaino ont atteint des records de vente aux enchères : deux pièces de la série des Volumes ont été vendues pour £105,000 en 2013 et £122,500 en 2014,.